# STS-115
STS-115 は、スペースシャトルアトランティス号による、国際宇宙ステーションの組み立て再開ミッションである。ISSプログラムの立場からは ISS-12A フライトでもある。

## ミッションの詳細
重要なミッション目標は、ISS の P3/P4トラスを取り付け、後に打ち上げられるきぼうなどに電力を供給する準備をすることである。
元々 STS-115 は2003年4月に飛行する予定だった。しかし、2003年1月のコロンビア号事故の結果、飛行計画は事故原因の究明とそれに対する対策が完了するまで延期とされた。NASA はその後、2回のテストフライト STS-114 と STS-121 を行い、同様の事故を防ぐための対策が機能していることを確認した。
救助ミッションが必要とされた際には、11月11日以降、ディスカバリーによって STS-301 が行われる予定である。

## 搭乗員
括弧内の数字は今回のフライトが何回目の飛行かをあらわす。
- ブレント・ジェット（英語版） (4)、コマンダー
- クリストファー・ファーガソン (1)、操縦士
- ジョセフ・タナー（英語版） (4)、ミッション・スペシャリスト
- ダニエル・バーバンク（英語版） (2)、ミッション・スペシャリスト
- ハイディマリー・ステファニション＝パイパー (1)、ミッション・スペシャリスト
- スティーブ・マクレーン（英語版） (2)、ミッション・スペシャリスト - カナダ宇宙庁

## 注目点

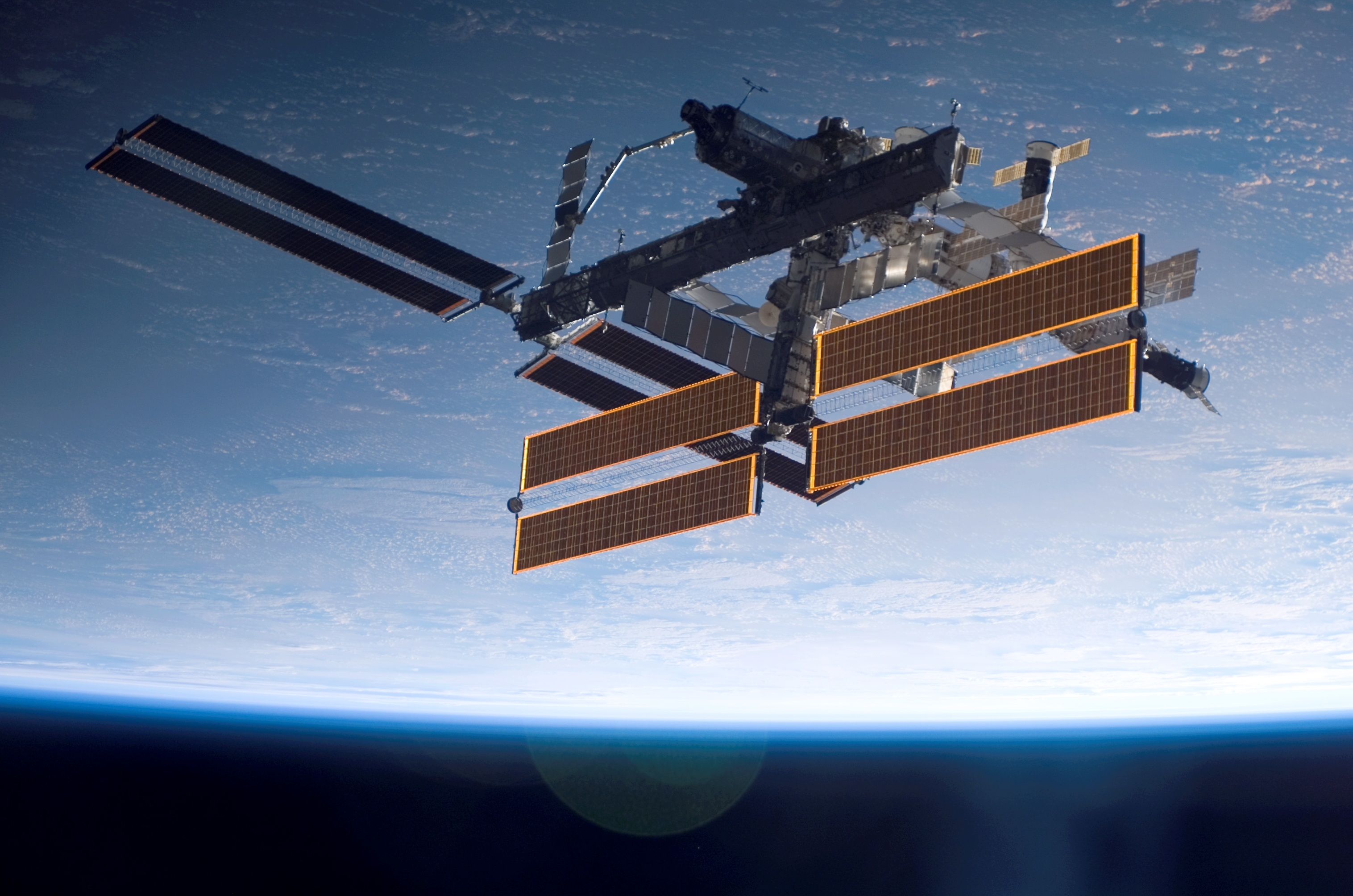
STS-115で太陽電池パドルが取り付けられた国際宇宙ステーション（2006年9月17日）。

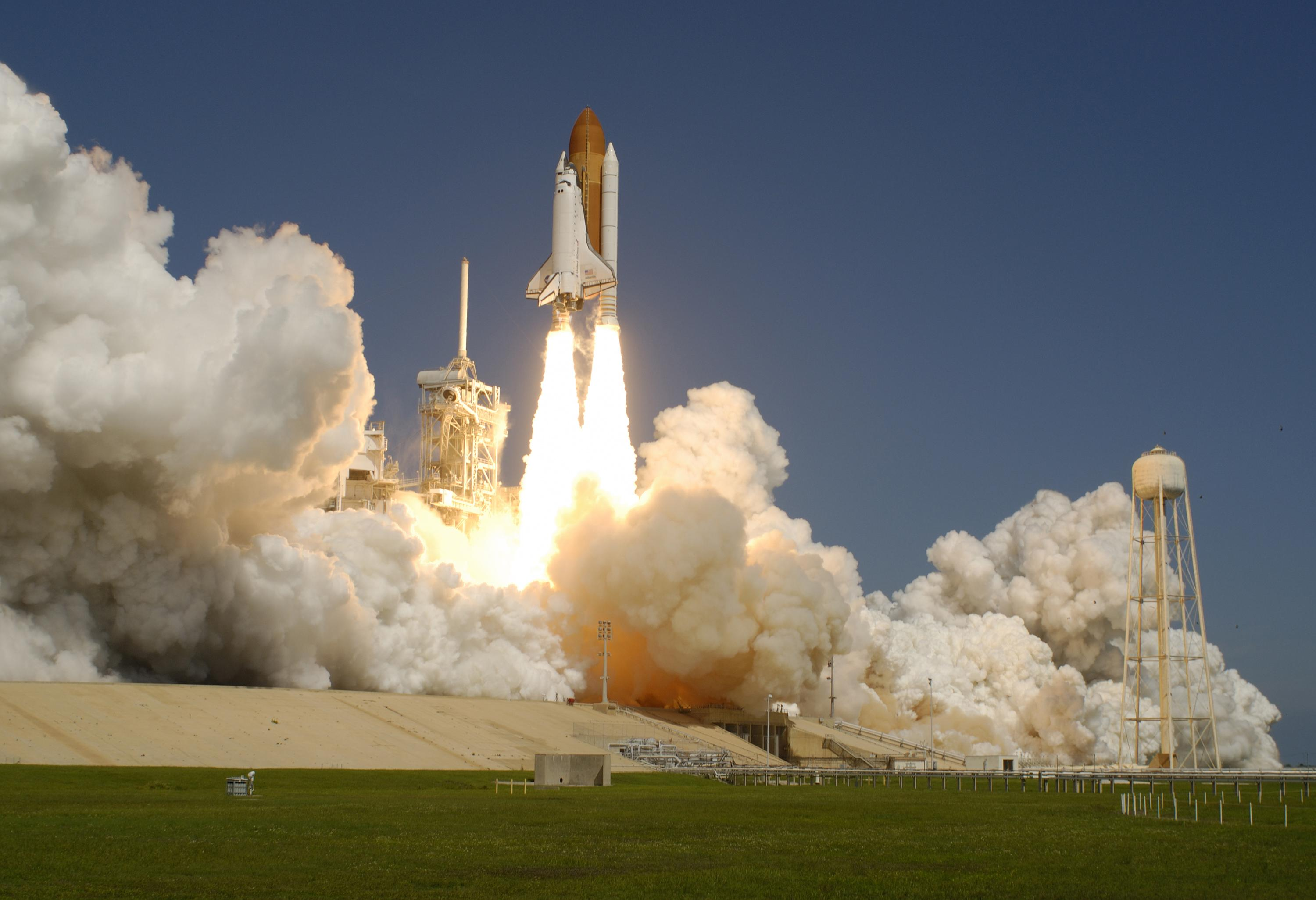
9月9日、アトランティス号打ち上げ成功

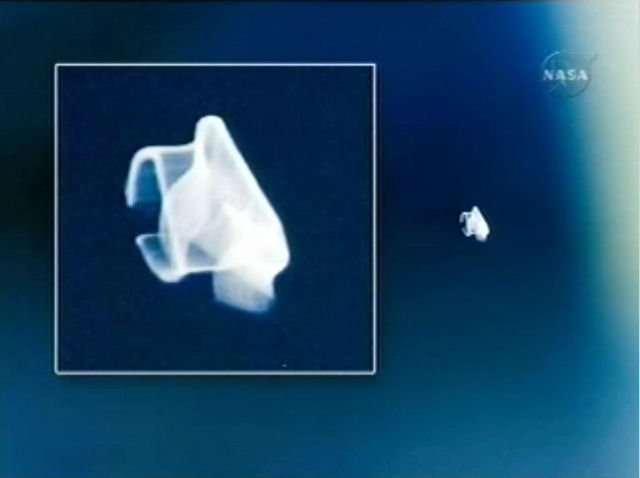
9月19日、乗員がアトランティス号の付近に浮遊物を発見し、部品脱落の有無を検査するため着陸を延期

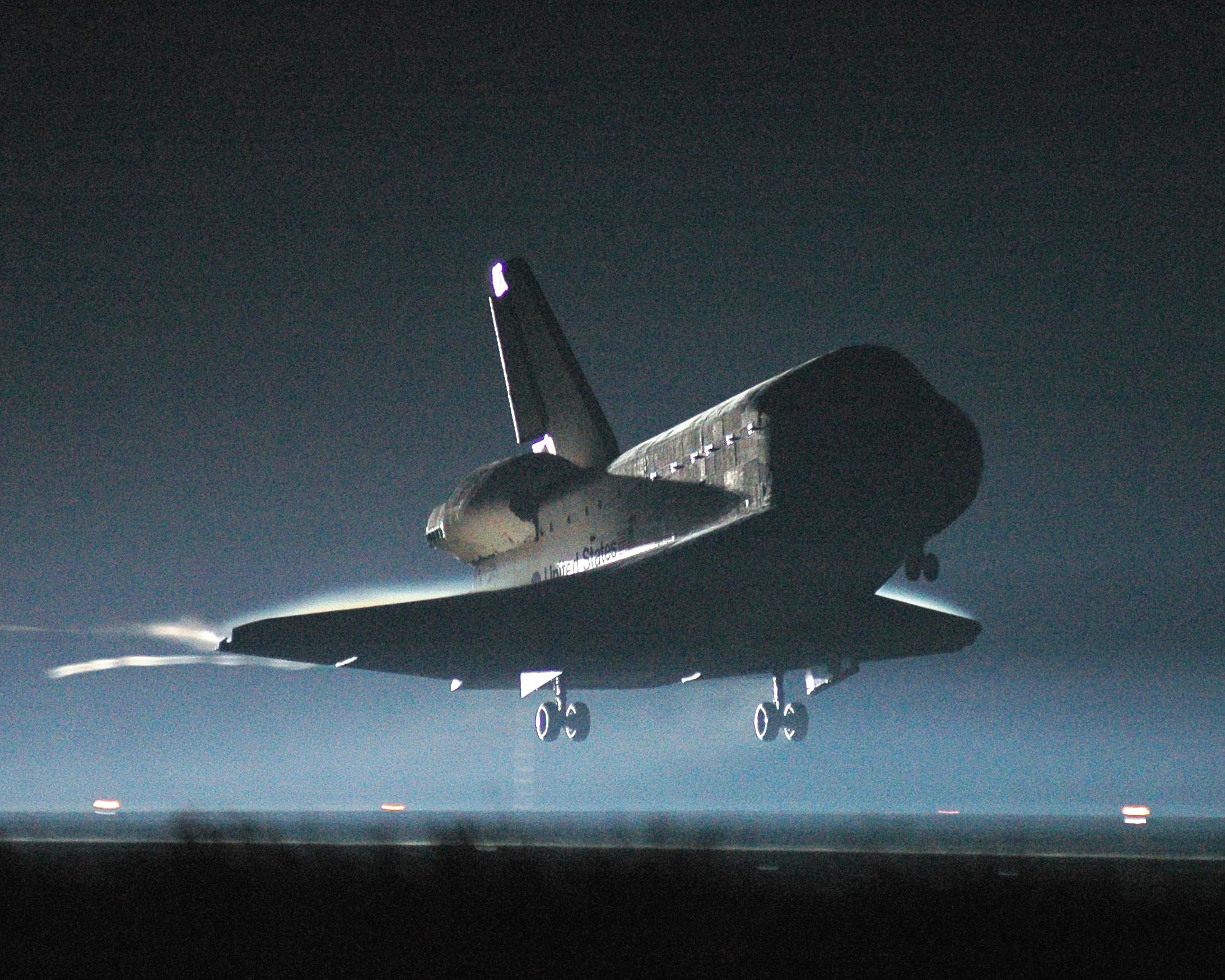
9月21日、無事着陸

ミッションの第一目標は2つ目の左側トラス・セグメントである P3/P4 トラス（2つの太陽電池パドルとバッテリを搭載）を運び、ISSに取り付けることであった。
カナダ宇宙庁のマクレーン宇宙飛行士は、ISS のカナダアーム2 を使う最初のカナダ人となった。
4人の宇宙飛行士によって3回の船外活動が行われた。この飛行からは、新しいベンズと呼ばれる減圧症を防ぐための新しいプリブリーズ手順が採用された。キャンプアウトと呼ばれるこの方法は、船外活動を行う宇宙飛行士が前日の晩に 10.2 psi（約 0.7 気圧）に減圧された「クエスト」エアロック内で眠ることで、プリブリーズ時間を短縮する。

## 目的
- 2つのトラス・セグメント (P3 と P4) の運搬と取り付け
- P4トラスの2つの太陽電池パドルの展開
- 補給品の運搬

## 経過
日付はいずれも2006年、時刻は協定世界時 (UTC)
- 9月9日：15時15分、ケネディ宇宙センターより打ち上げ
  - 落雷やハリケーン接近などのため4回にわたり延期された末、打上げウィンドウぎりぎりでの打ち上げであった[1]。
- 9月11日：10時48分、国際宇宙ステーション (ISS) とのドッキングに成功
- 9月12日：第一回の船外活動（ISSへのトラス取り付けの準備）
- 9月13日：第二回の船外活動（トラスの取り付けがほぼ完了）
- 9月15日：第三回の船外活動（ラジエーターの展開、実験装置の回収など）
- 9月17日：ISSとのドッキングを解除
- 9月19日：20日に予定していた着陸を1日延期
  - 帰還へ向けての確認作業中に、シャトルの付近に正体不明の小さな物体が浮遊しているのが発見された。重要部品が脱落した可能性もあったため、地球への帰還を延期して追加検査を行うことになった[2][3]。浮遊物は機体に付着していた氷などの重要でない物体と推定されたが、結局正体は断定できなかった。いずれにしても検査で機体に異常は発見されず、21日に帰還することになった。
- 9月21日：10時21分、ケネディ宇宙センターに帰還

## その他
帰還後に行なわれる歓迎帰還式典で、ハイディマリー・ステファニション＝パイパー宇宙飛行士が、挨拶を行う際に2度倒れるという事があった。無重力状態からの適応障害などが原因だという。